# Baron Noel-Buxton
Baronowie Noel-Buxton 1. kreacji (parostwo Zjednoczonego Królestwa)
- 1930–1948: Noel Edward Noel-Buxton, 1. baron Noel-Buxton
- 1948–1980: Rufus Alexander Buxton, 2. baron Noel-Buxton
- 1980 -: Martin Connal Noel-Buxton, 3. baron Noel-Buxton